# Entelopes longzhouensis
Entelopes longzhouensis là một loài bọ cánh cứng trong họ Cerambycidae.